# ياكوفليف إير-3
ياكوفليف إير-3 (بالإنجليزية: Yakovlev AIR-3)‏ هي من صناعة ياكوفليف. كان أول طيران لها في 17 أغسطس 1929.